# Jos Boys
Jos Boys é uma arquiteta, ativista, educadora e escritora britânica. Ela foi membro fundadora da Matrix Feminist Design Co-operative e é coautora do livro Making Space: Women and the Man-Made Environment (da Pluto Press, publicado em 1984). Desde 2008, ela é codiretora do The DisOrdinary Architecture Project com a artista deficiente Zoe Partington, uma plataforma liderada por pessoas com deficiência que trabalha com artistas com deficiência para explorar novas maneiras de pensar sobre a deficiência no discurso e na prática de arquitetura e design.
Seus livros Doing Disability Differently: an Alternative Handbook on Architecture, Dis/ability and Designing for Everyday Life (Routledge, 2014) e Disability, Space, Architecture: A Reader (Routledge, 2017) tornaram-se textos-chave nesta área, sendo este último chamado de:
"reunião brilhante de textos, tanto sintéticos quanto surpreendentes [que] deveriam ser ensinados em todos os programas de arquitetura e design, e podem muito bem se tornar o novo texto padrão para cursos interdisciplinares de estudos sobre deficiência em geral" (Susan Schweik, Professora de Inglês e Estudos sobre Deficiência, UC Berkeley).
Ela deu inúmeras palestras internacionais, inclusive no Design Museum London (2019), na Melbourne University School of Design (2019), University of Innsbruck (2019), Yale University School of Architecture (2018), Victoria and Albert Museum (2018), Aarhus University Copenhagen (2017), Architectural Association London (2016), University of the Arts, Londres (2016) e Taylor Institute, University of Calgary (2016).
Jos foi professora visitante nas universidades metropolitanas de Ulster e Londres, ela é especialista em ambiente construído pelo Design Council (BEE) e membro da Royal Society of Arts.

## Carreira
Jos Boys trabalha na Faculdade Bartlett de Ambiente Construído, University College London e é Diretora do Curso de Mestrado em Ambientes de Aprendizagem. Antes disso, trabalhou por mais de 10 anos como consultora e pesquisadora independente em Ambientes de Aprendizagem; e escreveu extensivamente sobre as inter-relações complexas e frequentemente contestadas entre pedagogias, desenvolvimento acadêmico, políticas e estratégias institucionais, planejamento e gestão de instalações e design de edifícios. Ela também trabalhou como educadora em arquitetura e disciplinas relacionadas em muitas instituições, tanto no Reino Unido quanto internacionalmente, e como desenvolvedora acadêmica e designer instrucional. Sustentando isto, bem como todo o seu ativismo de design baseado na comunidade, está um interesse particular em como melhorar a nossa compreensão das práticas sociais, materiais e espaciais cotidianas, em apoio aos mais desfavorecidos da sociedade. Todo o seu trabalho explora como podemos agir em diferentes perspectivas e agendas para discutir e melhorar colaborativamente os ambientes construídos.
Jos Boys obteve seu bacharelado na Bartlett School UCL (então chamada Escola de Estudos Ambientais) e possui mestrado em Estudos Avançados de Arquitetura (UCL, 1981) e Fotografia (Universidade De Montfort, 2003). Obteve o seu doutorado em 2001, pela Faculdade de Estudos Urbanos e Regionais da Universidade de Reading, com o trabalho intitulado “Concrete Visions? Examinando as inter-relações entre projeto de habitação, práticas materiais e vida cotidiana na Inglaterra 1830 – 1980”. Originalmente treinando como jornalista de arquitetura para a revista Building Design, ela também realizou projetos no Greater London Council (GLC), escrevendo orientações sobre Mulheres e Planejamento; e no Women's Design Service onde trabalhou em desenvolvimento, com os co-fundadores Vron Ware, Sue Cavanagh e Wendy Davis. Ao longo de sua vida, Jos Boys esteve envolvida com muitas redes feministas e relacionadas, incluindo Cutting Edge, um grupo de pesquisa feminista interdisciplinar que explora novas tecnologias de design, com sede na Universidade de Westminster (1995–2001), e o grupo de práticas feministas espaciais Taking Place (2000–).

## Projetos selecionados
- Matrix Open Feminist Architecture Archive (MOFAA) (2020–): um recurso online de aprendizagem que reúne recursos de arquivo da Londres dos anos 1980, projetado para explorar as relações complexas entre diferentes tipos de corpos, espaços e arquitetura.[33]
- Architecture Beyond Sight (ABS): co-projeto, desenvolvimento e implementação de um curso básico de arquitetura para pessoas cegas e com deficiência visual (uma colaboração entre The DisOrdinary Architecture Project e The Bartlett UCL) (2018 -)[34][35][36][37][38]
- Artistas com deficiência criando espaços dis/ordinários (DAMD/OS): uma série de colaborações inovadoras e provocativas entre artistas com deficiência e educadores de ambiente construído em 10 cursos de arquitetura, interiores e ambiente construído em toda a Inglaterra (2017–19).[39]
- Criando espaços discursivos: uma colaboração de prototipagem que reúne artistas deficientes e surdos com estudantes de design de interiores na Escola de Arquitetura e Design da Universidade de Brighton (2008).[40]
- A Sense of Place: desenvolvimento de audiodescrições de edifícios e objetos para pessoas cegas e com deficiência visual como parte da RIBA Architecture Week e do Festival de Arquitetura de Londres (2007); em colaboração com a Universidade de Brighton e o VocalEyes.[41]